# تييري غوارديولا
تييري غوارديولا (بالفرنسية: Thierry Guardiola)‏ مواليد 7 أغسطس 1971 في تولوز، هو لاعب كرة مضرب فرنسي سابق بدأ مسيرته كمحترف سنة 1989 وكان يلعب باليد اليمنى. أعلى تصنيف له في الفردي كان المركز الـ 106 في سنة 2000. أعلى تصنيف له في الزوجي كان المركز الـ 375 في سنة 1992.

## النهائيات

### الفردي: (2)
| الرقم | السنة | الدورة         | الأرضية | المنافس في النهائي | النتيجة في النهائي |
| ----- | ----- | -------------- | ------- | ------------------ | ------------------ |
| 1.    | 1993  | روما، إيطاليا  | ترابية  | جان فيليب فلوريان  | 6–4, 6–2           |
| 2.    | 1994  | شيربورج، فرنسا | سجاد    | ليونيل رو          | 6–4, 6–4           |

## روابط خارجية
- تييري غوارديولا على موقع رابطة محترفي التنس (الإنجليزية)
- تييري غوارديولا على موقع الاتحاد الدولي لكرة المضرب (الإنجليزية)
- تييري غوارديولا على موقع خلاصة التنس.كوم (الإنجليزية)